# Mikkel Hansen
Mikkel Hansen (Helsingør, 22 ottobre 1987) è un ex pallamanista danese.
Considerato uno dei giocatori più forti della sua generazione e della storia della pallamano, è stato eletto per tre volte come miglior giocatore al mondo (2011, 2015 e 2018, l'unico assieme a Nikola Karabatić a vincerlo per tre volte) e dopo il suo ritiro, nell'agosto 2024, è stato inserito nell'EHF Hall of Fame.

## Carriera

### Club

#### Gli inizi in Danimarca, Barcellona e Copenaghen
Inizia a giocare a pallamano nella squadra della sua città, l'Helsingør IF, per poi passare al Virum-Sorgenfri e fare il salto nella massima serie danese con il GOG, dove vince anche un campionato nel 2007. Le buone prestazioni lo portano ad essere attenzionato dal Barcellona, che lo ingaggia con un triennale. A livello nazionale vince due Coppe del Re, una Coppa Asobal e una Supercoppa spagnola, senza mai riuscire ad impensierire il Ciudad Real per la vittoria del campionato e arrivando in finale di Champions nel 2010, persa poi contro Kiel, dove chiude con una sola rete segnata. A fronte di un biennio al di sotto delle aspettative, Hansen fa ritorno in Danimarca firmando (già a gennaio) con l'AG Copenaghen: in patria vince il double nazionale per i due anni successivi e nel 2011 viene eletto per la prima volta come miglior giocatore IHF dell'anno; il progetto AG, partito con la fusione tra FC Copenaghen e AG Håndbold e sponsorizzato dal magnate Kasi Nielsen, chiude i battenti per fallimento e Hansen rimane senza squadra.

#### Il decennio a Parigi
Ad agosto 2012 viene ufficializzato come nuovo acquisto del Paris Saint-Germain, appena passato sotto proprietà della Qatar Investment Authority. Con i francesi vince tutto a livello nazionale: 9 campionati, 5 Coppe di Francia, 3 Coppe di Lega francese e 4 Supercoppe, arrivando anche in finale di Champions contro il Vardar nel 2017. Il 27 settembre 2020 gioca la sua partita numero 334 con il PSG e diventa il giocatore con più presenza nella storia del club, superando il portiere Patrice Annonay; nello stesso mese aveva superato il record di 2.000 reti con il club parigino. A Parigi inoltre, viene votato nuovamente come miglior giocatore IHF dell'anno nel 2015 e nel 2018.
A febbraio 2021 conferma la chiusura del rapporto col PSG al termine del contratto, in scadenza nel 2022.

#### Aalborg e ritiro
Tornato in Danimarca dicei anni dopo l'ultima volta, l'avventura in patria inizia con un uno stop dovuto ad un'embolia polmonare post operazione ad un ginocchio. Il momento di difficoltà ha il suo culmine a febbraio 2023, al termine dei vittoriosi campionati mondiali: l'Aalborg, tramite comunicato stampa ufficiale, conferma la volontà di Hansen di prendersi un periodo di pausa dovuto al forte stress provato negli ultimi mesi. Rientrato in campo, perde la finale playoff del campionato danese contro il GOG. Ad aprile 2024 annuncia tramite conferenza stampa la volontà di ritirarsi al termine dei Giochi Olimpici; nel mentre, aiuta i compagni a vincere il double nazionale nel 2024 e a qualificarsi per la sua terza finale di Champions League. Anche questa finale però, risulta amara per Hansen, che nonostante risulti essere il capocannoniere della squadra, deve arrendersi per 31-30 al Barcellona, chiudendo la carriera di club senza essere riuscito a vincere la massima competizione europea.

### Nazionale
Hansen ha debuttato in nazionale nel 2007 e da allora ha partecipato a cinque edizioni dei Giochi olimpici (2008, 2012, 2016, 2020 e 2024), vincendo la medaglia d'oro nel 2016 e nel 2024. Ha vinto i noltre il tre edizioni del mondiale (2019, 2021, 2023), riuscendo nell'edizione 2019 ad essere eletto miglior giocatore del torneo e marcatore con 72 reti segnate; ha ottenuto anche due secondi posti ai campionati mondiali 2011 e 2013. A livello continentale ha vinto un campionato europeo (2012), arrivando due volte al secondo posto (2014, 2024) e una volta terzo (2022).
Ha chiuso la sua carriera vincendo le Olimpiadi di Parigi 2024, finendo con 269 partite e 1.364 reti in maglia Danimarca.

## Palmarès

### Club

#### Competizioni nazionali
- Håndboldligaen: 4

GOG:2006-07
AG Copenaghen: 2010-11, 2011-12
Aalborg: 2023-24
- Coppa di Danimarca: 3

GOG: 2004-05
AG Copenaghen: 2010-11, 2011-12
- Coppa ASOBAL: 1

Barcellona: 2009-10
- Coppa del Re: 2

Barcellona: 2008-09, 2009-10
- Supercoppa spagnola: 2

Barcellona: 2009, 2010
- Division 1: 9

PSG: 2012-13, 2014-15, 2015-16, 2016-17, 2017-18, 2018-19, 2019-20, 2020-21, 2021-22.
- Coupé de France: 4

PSG: 2014-15, 2017-18, 2020-21, 2021-22
- Coppa di Lega: 3

PSG: 2016-17, 2017-18, 2018-19
- Supercoppa di Francia: 4

PSG: 2014, 2015, 2016, 2019

### Nazionale
- Olimpiadi

 Rio de Janeiro 2016, Parigi 2024
 Tokyo 2020
- Mondiali

 Danimarca e Germania 2019, Egitto 2021, Polonia e Svezia 2023
 Svezia 2011, Spagna 2013
- Europei

 Serbia 2012
 2014, Germania 2024
 Slovacchia e Ungheria 2022